# Gojuman-nin no isan
Gojuman-nin no isan (五十万人の遺産? lett. "L'eredità dei 500.000") è un film del 1963 diretto da Toshirō Mifune.
È l'unica opera da regista dell'attore giapponese che ne è anche protagonista. Alla produzione parteciparono una buona parte dei collaboratori abituali di Akira Kurosawa, incluso Kurosawa stesso nelle vesti di montatore.